# Parafia Przenajświętszej Trójcy w Ostrówku koło Wielunia
Parafia Przenajświętszej Trójcy w Ostrówku koło Wielunia – parafia rzymskokatolicka w Ostrówku koło Wielunia. Należy do Dekanatu Osjaków archidiecezji częstochowskiej. Została utworzona w 1432 roku. Parafię prowadzą księża archidiecezjalni.

## Proboszczowie
- ks. Stanisław Konieczny ( do 2020)[2]
- ks. dr Paweł Otręba (2020–)[3]

## Galeria

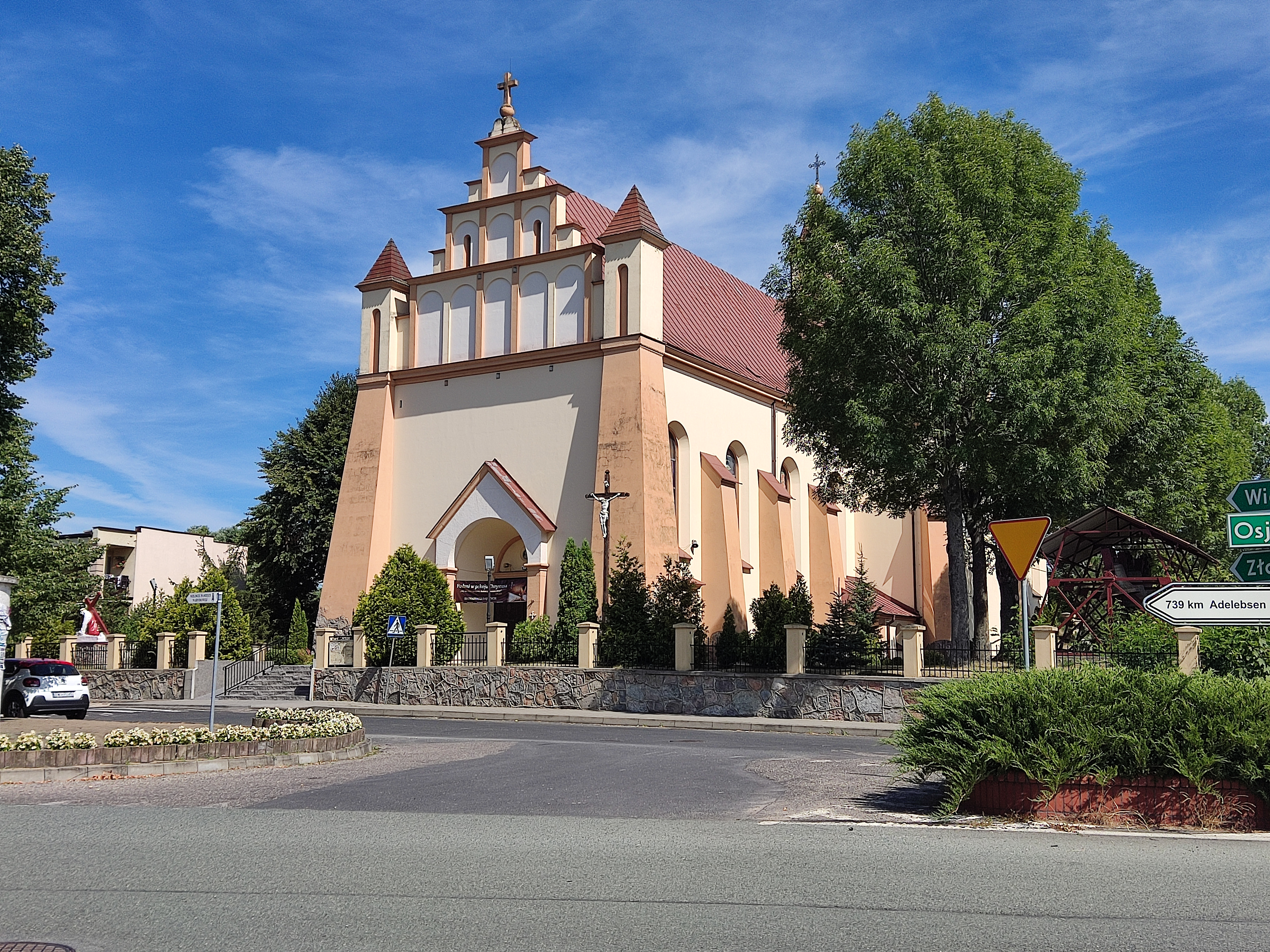
Kościół parafialny